# Coltán

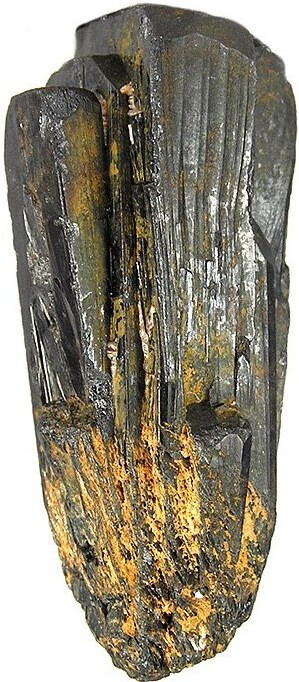
Muestra de coltán.

El coltán es un mineral compuesto, principalmente, por los minerales columbita y tantalita. El coltán no es una denominación científica que se corresponda con un elemento químico en concreto. La denominación corresponde a la contracción del nombre de dos minerales bien conocidos, la columbita (COL), óxido de niobio con hierro y manganeso (Fe, Mn)Nb2O6, y la tantalita (TAN), óxido de tantalio con hierro y manganeso (Fe, Mn)Ta2O6. El coltán es una solución sólida entre ambos minerales. Es decir, ambos minerales se combinan en proporciones no definidas. El coltán es relativamente escaso en la naturaleza y es un claro ejemplo de materiales que han pasado de ser considerados simples curiosidades mineralógicas a estratégicos para el avance tecnológico, debido a sus aplicaciones.
El interés de la explotación del coltán se basa fundamentalmente en poder extraer tantalio; por lo tanto, el valor del coltán dependerá del porcentaje de tantalita (normalmente entre un 20 % y un 40 %) y el porcentaje de óxido de tantalio contenido en la tantalita, que puede estar alrededor del 10 % y el 60 %.
Por lo que respecta a las principales reservas, hay dos posiciones totalmente contrarias acerca de dónde se sitúan las mayores reservas de coltán en el mundo. La posición más difundida es que la mayor reserva se encuentra en África, concretamente al este de la República Democrática del Congo (RDC), en la que se encuentran el 80 % de las reservas mundiales de coltán. Por otra parte, según un estudio del Tantalum-Niobium International Study Center, las reservas mundiales en la RDC serían apenas de alrededor del 9 % y no del 80 %. Donde sí coinciden todos es que Australia, Brasil, Canadá, China y algunos países africanos como la propia RDC, Ruanda, Burundi y Etiopía son los mayores productores de coltán, en especial los primeros. Paradójicamente, Ruanda es uno de los principales productores a pesar de no tener reservas de coltán. Rusia también es rico en este recurso, aunque sus depósitos no han sido explotados todavía.
La extracción de coltán es motivo de conflictos geopolíticos, sobre todo en el Congo, donde se mezclan los intereses del Estado y de los países fronterizos, de las guerrillas que operan en la región, de las multinacionales occidentales y de los contrabandistas. Según informes de agencias internacionales de prensa y Naciones Unidas, la exportación de coltán ha ayudado a financiar a varios bandos de la segunda guerra del Congo, un conflicto que ha resultado con un balance aproximado de más de 6 millones de muertos. Uganda está actualmente exportando coltán robado del Congo a Occidente, principalmente a los Estados Unidos, en donde se utiliza casi exclusivamente en la fabricación de condensadores electrolíticos de tantalio.

## Usos del coltán
La principal aplicación del tántalo es crear condensadores en equipos electrónicos. La ventaja principal de este elemento en los condensadores es que tiene una alta eficiencia volumétrica, que permite reducir el tamaño de estos, y tiene una alta fiabilidad y estabilidad en un amplio rango de temperatura (−55 °C a 125 °C). Estas características hacen que los condensadores de otros materiales, como la cerámica, no puedan igualarlo. Sin salir de la electrónica, también se puede aplicar el tántalo para fabricar resistencias de alta potencia.
Aparte de en electrónica, el consumo de tántalo se ha incrementado en las aleaciones de metal, en productos químicos y carburos. Las aleaciones metálicas que contienen tántalo, en niveles entre el 2 % y el 12 %, se utilizan en motores de aviones, en turbinas estáticas utilizadas para generar energía y en reactores nucleares. También se utiliza en acero quirúrgico así como para recubrir prótesis humanas, ya que no es reactivo ni irritante para los tejidos corporales. Además, su resistencia y sus singulares propiedades físico-químicas, lo hacen privilegiado como futuro material de uso extraterrestre en la Estación Espacial Internacional y futuras plataformas y bases espaciales.
Dentro de un teléfono inteligente podemos encontrar las siguientes aplicaciones para el tántalo:
- El tamaño de las baterías actuales ha disminuido drásticamente con respecto a las baterías de hace 10 años, gracias a la capacidad del tántalo de guardar una alta carga eléctrica en volúmenes muy pequeños.
- El óxido de tántalo sirve para elaborar lentes de cámara más finas y pequeñas.
- El tántalo ayuda a mantener los materiales altamente conductores bajo control y ayuda a las señales a pasar rápidamente a través del dispositivo.
- El microprocesador también posee tántalo, ya que actúa como una barrera para mantener la integridad de los transistores dentro del propio chip.

Por lo que respecta al niobio, se usa en aleaciones metálicas con aplicaciones en aeronáutica, aunque tiene otra propiedad muy interesante, la superconductividad, que permite crear electroimanes muy potentes que son usados en aparatos de resonancia magnética y en aceleradores de partículas.

## Producción
En 2008, aproximadamente el 71 % de la oferta mundial de tantalio provenía de material recién extraído, el 20 % de reciclado y el resto de escoria de estaño e inventario. Los principales productores hasta el año 2009 de coltán eran Australia, Brasil, Canadá, la República Democrática del Congo y otros países africanos. El tantalio también se produce en Tailandia y Malasia, aunque no a partir de coltán, sino gracias a un subproducto de estaño.
Otros países, como Argentina, Arabia Saudí, Egipto, Uganda, Groenlandia, China, Mozambique, Reino Unido, Finlandia o Afganistán, podrían iniciar la explotación de futuras minas si prosperaran sus prospecciones en la búsqueda de coltán. En el año 2009, los gobiernos de Colombia y Venezuela anunciaron el hallazgo de significativas reservas de coltán. En mayo de 2018 Venezuela hizo su primera exportación de este mineral compuesto hacia Italia consistente de 10 paletas con un peso total de 5 toneladas y un valor de 300 000 euros. En 2020 luego de un estudio de seis años de trabajo del CSIC se completó la fórmula para la obtención de coltán de la mina de Penouta en el municipio orensano de Viana del Bollo, en España.
Según el Servicio Geológico de los Estados Unidos (USGS), la producción mundial de coltán fue, en 2013, de 590 toneladas métricas de tantalio minadas, situándose como mayor productor Ruanda (150 t), seguida de Brasil (140 t), la República Democrática del Congo (110 t) y Canadá (50 t). Según la propia USGS, el pico de producción a nivel mundial se produjo en el año 2002 con 1470 toneladas métricas minadas. La agencia no incluía en sus estimaciones a China, Kazajistán y Rusia por la escasez e incertidumbre de los datos, a pesar de que estos países han incrementado notablemente la demanda de este material en los últimos años.
Entre 1990 y 2009, Australia fue de manera indiscutible el mayor productor del mundo de coltán, con una cuota de producción que llegó al 75,9 % (1995), sin embargo este país alcanzó su pico de producción en el año 2002, con unas 940 toneladas métricas minadas, y en el año 2009 su producción fue menos de un 10 % (81 t) de la producción del 2002, producción que en 2012 y 2013 bajó a cero. Brasil es desde 1990 el segundo mayor productor —con pico de producción en 1998, 310 toneladas métricas minadas—, aunque al contrario que Australia ha mantenido una cantidad de producción estable, aunque a la baja. Canadá fue durante la década de 1990 el tercer productor, aunque desde el siglo XXI ha sido superado, salvo excepciones, por la República Democrática del Congo, que, con altibajos, ha ido incrementando su producción hasta 110 toneladas métricas minadas en el año 2013 (estimaciones), lo que significó alrededor del 19 % de la producción mundial de coltán. Estas cifras probablemente sean notablemente más altas, debido a que países fronterizos con el Congo, como Uganda o Ruanda, roban anualmente al país importantes cantidades de coltán, que exportan como si hubiera sido extraído en sus territorios.
| Reservas mundiales de Coltán (en toneladas) |        |
| ------------------------------------------- | ------ |
| Brasil                                      | 87 000 |
| Australia                                   | 40 500 |
| China                                       | 7500   |
| Congo                                       | 3500   |

### Incremento de precios y demanda cambiante
Ha habido una caída significativa en la producción y cogidas del coltán y niobio de las minas africanas desde que hubo un drástico incremento de precios en 2000, debido a la especulación en las llamadas empresas .com y los grandes pedidos. Esto está confirmado en parte por la cifras de la United States Geological Survey.
El Centro de Estudio Internacional del Tantalio-Niobio en Bélgica (un país con vínculos tradicionales con el Congo), ha recomendado a los compradores internacionales que eviten el coltán de la región del Congo por motivos éticos y acaben con el contrabando ilegal de las regiones de Centroáfrica para evitar el seguir financiando a las guerrillas.

"Los países centro-africanos de la República Democrática del Congo y Ruanda y sus vecinos solían ser la fuente de tonelajes significativos. Pero la guerra civil, saqueando los parques nacionales y exportando los minerales, diamantes y otros recursos naturales para financiar las milicias ha obligado al Centro de Estudio Internacional del Tantalio-Niobio a hacer una llamada a sus miembros para que tengan cuidado de obtener las materias primas de fuentes legales. El daño, o el peligro de provocar un daño, a la población local, la vida animal salvaje o el medioambiente es inaceptable."

Un trabajador congoleño normal gana alrededor de 10$ mensuales. Un trabajador que trabaja en las minas extrayendo coltán, gana entre 10$ y 50$ semanales. La tonelada de coltán se cotiza en el mercado a 400.000$. El método de extracción es arcaico, es muy parecido al método con el que extraían oro antiguamente en EE. UU. Trabajan en condiciones de semiesclavitud. Un buen trabajador puede sacar un kilo de coltán diario. Además de coltán aparecen otros minerales radiactivos con similares características, elementos como el uranio, torio y radio entre otros. Debido a la exposición de los trabajadores ante estos minerales, ha habido una gran cantidad de enfermos por radiación.
Sin embargo, también se puede observar un cambio por motivos económicos en lugar de éticos, desde fuentes tradicionales como Australia, hacia nuevos proveedores como Egipto. Esto podría haber llevado a la bancarrota de uno de los proveedores más grandes del mundo, Australia's Sons of Gwalia Ltd., si bien la compañía continúa produciendo y exportando mineral.
A nivel económico, hay determinadas multinacionales que, como grandes compradoras de este mineral, no están interesadas en que los conflictos sociales derivados de la extracción del mineral salgan publicados en los medios de comunicación. Estos últimos, a su vez, se ven condicionados por el temor a perder los importantes ingresos publicitarios.

## Problemas

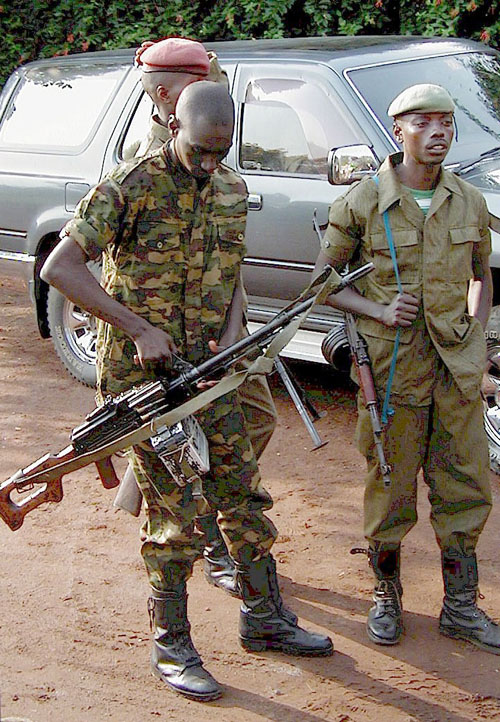
Soldados congoleños en el año 2001, durante la segunda guerra del Congo, conflicto cuyo detonante (entre otros) fue la explotación y control de los yacimientos de coltán existentes en la República Democrática del Congo.

Forma parte del grupo de minerales de conflicto llamado 3TG, compuesto por la casierita, la wolframita, el coltán y el oro. Este grupo de minerales es más conocido por las siglas en inglés de sus metales derivados más utilizados: tin (estaño), tungsten (tungsteno), tantalio (tántalo) y gold (oro). Tanto los minerales como los metales derivados son recursos críticos para las industrias como la electrónica, la automotriz o la aviación; y son regulados por legislaciones de alcance internacional como la ley estadounidense Dodd Frank (sección 1502) o la Regulación de los Minerales de Conflicto de la UE debido a que en numerosas ocasiones estos minerales se extraen en zonas de conflicto y sirven para financiar y perpetuar estos conflictos.
La República Democrática del Congo posee el 80 % de las reservas mundiales estimadas de coltán, según la opinión mayoritaria. Como este mineral está considerado como un recurso no renovable altamente estratégico, existe una guerra en el Congo desde 1998 por el control de los yacimientos.
Según las Naciones Unidas, las Fuerzas Ruandesas de Defensa han montado una estructura para supervisar la actividad minera en el Congo y facilitar los contactos con los empresarios y clientes occidentales. Traslada el mineral a Ruanda donde es procesado antes de ser exportado. Los destinatarios finales son Estados Unidos, Alemania, Países Bajos, Bélgica y Kazajistán. Esta guerra, directamente relacionada con la explotación de este mineral, arroja un saldo de más de 5,5 millones de víctimas, lo que supone el mayor número de muertes desde la Segunda Guerra Mundial.[cita requerida]El coltán forma parte de lo que se conoce como minerales en conflicto. Los cuatro minerales de conflicto más habituales conocidos como los 3TG por las siglas de los minerales en inglés: tin (casiterita), tungsten (wolframita), tantalum (coltán) y gold (mineral de oro).
Ruanda y Uganda han sido acusados en varios informes internacionales del expolio y tráfico de estas riquezas minerales del Congo. Siendo varios países occidentales los principales beneficiarios, la ayuda económica y militar continúa durante el conflicto. Se firmaron planes de apoyo y cooperación entre Estados Unidos y estos dos países, los cuales además de enriquecerse con el tráfico del mineral, vieron cómo parte de sus deudas externas fueron canceladas y se los consideró como modelos de desarrollo económico de la región. Entre las empresas más importantes con intereses en la región, ha sido mencionada la American Mineral Fields, en la que George H. W. Bush, expresidente y padre del también expresidente estadounidense George W. Bush, tiene notables intereses. Durante los años transcurridos hasta hoy han disputado la guerra dos bandos: de un lado Ruanda, Uganda y Burundi, apoyados por EE. UU. y los créditos del FMI y el Banco Mundial, y del otro lado Angola, Namibia, Zimbabue, Chad y las milicias hutus y Mai-Mai.
La explotación del coltán, especialmente en Congo, ha ocasionado diversas polémicas sobre las posibles consecuencias a nivel social y ambiental. La explotación de este recurso ha alimentado conflictos armados entre facciones locales, apoyadas, en algunos casos, por gobiernos extranjeros como el de Uganda. Esto plantea un dilema moral similar al de la comercialización de diamantes de guerra. Otras preocupaciones derivadas de la extracción del coltán pasan por la explotación laboral de los trabajadores que participan en la misma o la destrucción de ecosistemas, pues los principales yacimientos coinciden con los hábitat de gorilas en peligro de extinción.
Las formas de extracción del mineral, como es el Barequeo (excavación manual de agujeros) y Levigación, llevadas a cabo por los trabajadores de la RDC, Brasil, China son muy dañinas para la salud, ya que no cuentan con las condiciones ideales para su operación ni con la seguridad necesaria para poder manejar este mineral con un alto nivel de contaminación radiactiva.
Pero no solo las personas sufren, también el medio ambiente, ya que el Coltán se extrae a cielo abierto, por lo que se han explotado miles de hectáreas de bosque para este recurso. Según Greenpeace, estas 100 millones de hectáreas de selva africana albergan el 70 % del agua dulce del continente y albergan el 8 % de las reservas de carbono del planeta, por lo que su desaparición liberaría 34.400 millones de toneladas de dióxido de carbono a la atmósfera.
La ocupación ruandesa del este del Congo ha significado que la República Democrática del Congo haya sido incapaz de explotar este recurso en beneficio propio. Un informe reciente del Consejo de Seguridad de las Naciones Unidas ha reportado que una gran cantidad de este mineral está siendo explotado de forma ilegal y trasladado de contrabando a través de las fronteras por milicias de las vecinas Uganda, Burundi y Ruanda. Se estima que el ejército ruandés ha tenido un beneficio de alrededor de 250 millones de dólares en unos 18 meses de venta de coltán. Sin embargo estas estimaciones son difíciles de comprobar, puesto que Ruanda tiene sus propios depósitos de coltán, haciendo que el mineral adquirido mediante el contrabando sea difícil de identificar.
El contrabando de coltán también se ha identificado como la mayor fuente de ingresos para la ocupación militar del Congo. Debido a la creciente presión pública, algunos fabricantes de aparatos electrónicos han decidido dejar de lado esta zona del mundo como fuente de coltán, y dirigirse a otras fuentes.
Los gobiernos de los tres países identificados por las Naciones Unidas como contrabandistas de coltán han negado estar involucrados. El periodista austriaco Klaus Werner ha documentado los vínculos entre compañías multinacionales y el tráfico ilegal, pues estas empresas financian a las guerrillas que trafican con el coltán.

## Propiedades
El Coltán es muy utilizado debido a las siguientes propiedades:
● Tiene una gran resistencia al calor, inclusive mejor que el hierro, soporta grandísimas temperaturas.
● Cuenta con una gran capacidad para almacenar cargas eléctricas.
● Tiene una alta resistencia ante el deterioro de un material a causa de un cambio en su entorno, es decir, frente a la corrosión.
● Alta resistencia al desgaste, esto es debido a sus singulares propiedades, tales como superconductividad, carácter ultrarrefractario (minerales capaces de soportar temperaturas muy elevadas), ser un capacitor (almacena carga eléctrica temporal y la libera cuando se necesita).
● Es mejor conductor que el cobre, ya que la fusión de los minerales columbita y tantalita, posee características que lo hacen esencial para la creación de aparatos electrónicos: no se oxida, y esto lo hace un 80 % mejor conductor de electricidad que el cobre y es capaz de almacenar mucha carga que libera lentamente.

## Beneficiarios
El rebrote de la violencia, que ahora tratan de contener los líderes mundiales y africanos, tuvo lugar a finales de agosto, cuando el general congoleño rebelde Laurent Nkunda, avanzó con sus tropas por la región de Kivu Norte.
El líder del Congreso Nacional para la Defensa del Pueblo dice actuar porque su etnia, la minoritaria tutsi, ha sido excluida del proceso de democratización. Ese proceso condujo a la celebración de las primeras elecciones de la historia en julio del 2006, que ratificaron en la presidencia a Laurent-Désirè Kabila.
No obstante, el propio Nkunda ha declarado otros objetivos de su alzamiento, al reclamar negociar directamente con Kabila sobre un importante acuerdo al que llegó su gobierno con China para explotar los recursos mineros de la zona. Con la venta de los minerales, los rebeldes obtienen grandes sumas de dinero para armar y equipar a sus guerrillas, lo que dificulta el desarme de estos grupos acordado hace un año.
El general Nkunda, acusado por la justicia internacional de cometer crímenes de guerra, se considera a sí mismo un hombre de Dios, y sostiene haber pedido expresamente a sus milicianos que eviten meterse en el negocio de los minerales. A pesar de que niega mantener alguna relación con el coltán, asegura controlar todo el rendimiento económico de la región, con la excusa de obtener alimentos, materias primas y armas, necesarias para sostener el movimiento rebelde y continuar así con su lucha por el pleno reconocimiento de los derechos de los tutsis.
Sin salir de África, también cabe mencionar el papel del Grupo Olive, una empresa proveedora de coltán, que asegura que la demanda del mineral en el extranjero es tan grande que no pueden satisfacerla plenamente. Lo que indica que no existe ningún boicot por parte de Occidente a este tipo de negocios.
Uno de los mejores clientes de Live es la sociedad belga TRAXYS, especializada en minerales raros y señalada en un informe de la ONU de 2003 como una de las entidades dedicadas a la financiación de conflictos en el Congo. Esta sociedad asegura que mantiene sus propias medidas de control sobre la mercancía, materializada en el envío de equipos independientes que se encargan de verificar la versión de los proveedores, y afirma que el coltán que les llega no proviene de las zonas en guerra.
Empresas como TRAXIS exportan coltán al mundo entero y especialmente a China, donde se produce la mitad de teléfonos móviles que circulan anualmente por el planeta. Las grandes marcas internacionales (Apple, Samsung, Motorola, Nokia, etc.) subcontratan allí una parte de su producción, a sabiendas de que el mineral viene de manera irregular de África.
Ante esta situación, las empresas de telefonía móvil han multiplicado sus campañas de comunicación, donde exigen a sus proveedores que no compren coltán en el Congo. El propio presidente de Nokia, preguntado a este respecto, respondió que siempre han sido cuidadosos con el medio ambiente.
Un material descubierto hace relativamente poco es el grafeno. Aunque fue sintetizado por primera vez en 2004, hasta 2010 no saltó a la fama, cuando los investigadores Andréy Gueim y Konstantín Novosiólov recibieron el premio Nobel de física. Aún es muy temprano para poder decir si el grafeno sustituirá al coltán, pero entre las muchas propiedades que tiene este material, algunas que son interesantes para nuestro caso es que tiene la capacidad de autoenfriarse, conduce la electricidad mejor que ningún otro metal conocido y es muy resistente, abundante y económico. Todas estas propiedades permitirán crear baterías mucho más duraderas. Se crearán ultracondensadores que pueden llegar a ser diez veces más duraderos y que se cargan en mucho menos tiempo. Según las previsiones, esto puede llegar a comercializarse en los próximos cinco o diez años, por lo tanto, la principal aplicación del tántalo también se podrá llevar a cabo con grafeno.

## Coltán en Argentina
Desde abril de 2012, se ha dado un creciente interés en la explotación del mineral en el territorio argentino, hecho confirmado desde el centro de GEMERA - Grupo de Empresas Mineras Exploradoras de la República Argentina - donde afirman que el Estado conoce la existencia de reservas locales del metal desde los años 70, y que en el sector ya se discutían propuestas de cara a las próximas décadas. Por su parte, el SEGEMAR –Servicio Geológico Minero Argentino–, señaló la presencia de este mineral en las zonas de las provincias de Córdoba (reservorios fueron detectados en el Valle de Calamuchita y en las Sierras de los Comechingones), San Luis y Salta, e indicios del mismo en Catamarca y La Rioja. El coltán se encuentra en basamentos de rocas de entre 200 y 600 millones años, es por esto que puede existir la posibilidad de que se encuentre también en las zonas del norte de Cuyo, así como en Santiago del Estero, y en elevaciones y macizos de Tucumán.
Si bien el coltán estuvo presente en antiguos programas de exploración minera (y aun en los 70 se evaluaba cómo extraerlo), con el paso del tiempo y los sucesivos cambios de gobierno, los intereses fueron disminuyendo.
Por otro lado, el coltán forma parte de una ambiciosa propuesta política por parte de la Unión Europea, en acuerdo con el Mercosur, para quitarle el poderío determinante de los minerales a la nación China (siendo que posee el 90 % de la provisión a nivel mundial), defendiéndose bajo los estándares del impacto que genera la extracción del coltán junto con otra camada de minerales, llamadas popularmente tierras raras, ubicadas en zonas, como por ejemplo, del Congo. Allí se dan muchas ilegalidades, lo que trae aparejado una gran repercusión por la violación de los derechos humanos, que ponen en juego la reputación no solo de los gobiernos, sino también de las grandes empresas que hacen uso de estas materias para la creación de nuevas tecnologías. Es por esto, que sería reemplazada por la idea de extraer estos minerales en otras zonas libres de conflictos, lejos del continente africano, poniendo el foco en territorio Sudamericano donde se está comprobando la existencia de estos, siendo que Argentina formaría parte de los puntos claves de extracción a lo largo de su territorio. Sin embargo, según últimas investigaciones de organizaciones ambientalistas internacionales, el peligro ambiental de la práctica de la extracción del coltán y las tierras raras llega a escalas de repercutir tanto en el agua (por su excesiva utilización) como en los suelos (generando gran contaminación), destacando que el último incluye directamente al coltán y sus prácticas para obtenerlo.